# 佩埃特縣
佩埃特縣（英語：Payette County）是美国爱达荷州西部的一個縣，西鄰俄勒冈州，面積1,062平方公里。根據美国人口普查局2020年統計，共有人口25,386人。縣治佩埃特（Payette）。該縣成立於1917年2月28日，縣名紀念法裔毛皮商弗朗索瓦·佩埃特。